# Ісакова (Молдова)
Ісакова (рум. Isacova) — село в Оргіївському районі Молдови. Утворює окрему комуну.

## Населення
За даними перепису населення 2004 року у селі проживали 1943 особи.
Національний склад населення села:
| Національність       | Кількість осіб | Відсоток   |
| -------------------- | -------------- | ---------- |
| молдавани румуни     | 1912 12        | 98,4% 0,6% |
| українці             | 11             | 0,6%       |
| росіяни              | 4              | 0,2%       |
| гагаузи              | 1              | 0,1%       |
| інша / без відповіді | 3              | 0,2%       |
| Всього               | 1943           | 100%       |